# Пожаркі
Пожаркі (пол. Pożarki) — село в Польщі, у гміні Кентшин Кентшинського повіту Вармінсько-Мазурського воєводства.
Населення — 174 особи (2011).
У 1975-1998 роках село належало до Ольштинського воєводства.

## Демографія
Демографічна структура станом на 31 березня 2011 року:
|          | Загалом | Допрацездатний вік | Працездатний вік | Постпрацездатний вік |
| -------- | ------- | ------------------ | ---------------- | -------------------- |
| Чоловіки | 95      | 28                 | 55               | 12                   |
| Жінки    | 79      | 17                 | 49               | 13                   |
| Разом    | 174     | 45                 | 104              | 25                   |